# Acantholimon cephalotes
Acantholimon cephalotes är en triftväxtart som beskrevs av Pierre Edmond Boissier. Acantholimon cephalotes ingår i släktet Acantholimon och familjen triftväxter. Inga underarter finns listade i Catalogue of Life.